# Abraham Hardouin
Abraham Hardouin est un architecte français du XVIIe siècle.

## Biographie
Abraham Hardouin est un architecte rouennais. Proche parent de Pierre Hardouin, il est peut-être son fils. Il intervient sur des projets locaux.
Il se marie avec Berthe Meslier.
Il vit successivement paroisse Saint-Martin-sur-Renelle (1641), Saint-André-de-la-Ville puis Sainte-Croix-des-Pelletiers (1652).

## Réalisations
- 1639 : hôtel de l'Écu de France à Rouen
- 1640 : réparation du Vieux-Palais à Rouen ;
- 1645-1648 : construction des chapelles nord de l'église Saint-Laurent à Rouen ;
- 1651-1653 : construction de la chapelle et du grand bâtiment du couvent des Ursulines[1] à Rouen ;
- 1653-1654 : construction des hôpitaux Saint-Roch-et-Saint-Louis[2],[3] à Rouen.